# Kuvetjärnet (Järnskogs socken, Värmland)
Kuvetjärnet är en sjö i Eda kommun i Värmland och ingår i Göta älvs huvudavrinningsområde.